# Pierre Malartre
Pour les articles homonymes, voir Malartre.
Pierre Malartre, né le 29 novembre 1834 à Dunières (Haute-Loire) et mort le 12 novembre 1911 à Dunières, est un homme politique français.

## Biographie
Industriel de la soie, il est conseiller général du canton de Montfaucon-en-Velay en 1867. Il est député de la Haute-Loire de 1871 à 1878, de 1881 à 1885 et de 1889 à 1893, siégeant à droite.

## Sources
- « Pierre Malartre », dans Adolphe Robert et Gaston Cougny, Dictionnaire des parlementaires français, Edgar Bourloton, 1889-1891 [détail de l’édition]
- « Pierre Malartre », dans le Dictionnaire des parlementaires français (1889-1940), sous la direction de Jean Jolly, PUF, 1960 [détail de l’édition]
- Ressource relative à la vie publique :   - Base Sycomore